# Табулейро (микрорегион)
Табулейру (на португалски: Microrregião de Tabuleiro) е микрорегион в регион Гранде Флорианополис, щата Санта Катарина, Бразилия с обща площ 2383.147 km² и население 22 239 души (2006).

## Общини
- Агуас Морнас
- Алфреду Вагнер
- Анитаполис
- Ранчу Кеймаду
- Сау Бонифасиу